# Fiscalía de Cataluña
La Fiscalía de Cataluña o Fiscalía Superior de Cataluña  (en catalán Fiscalia Superior de Catalunya) es el órgano del poder judicial que ejerce la jefatura y representación del Ministerio Fiscal en la comunidad autónoma de Cataluña (España). Tiene su sede en Barcelona.

## Historia
La Fiscalía de Cataluña fue creada por el Real Decreto 1754/2007, de 28 de diciembre (BOE de 31 de diciembre de 2007), siendo su antecedente más directo la Fiscalía del Tribunal Superior de Justicia de Cataluña, que estuvo dirigida por el fiscal jefe de la comunidad.

## Fiscal superior
La Fiscalía de Cataluña está dirigida por el fiscal superior de Cataluña, quien asume la representación y jefatura del Ministerio Fiscal en todo el territorio de la comunidad autónoma, sin perjuicio de las competencias que corresponden al fiscal general del Estado. Desde 2018 desempeña el cargo Francisco Bañeres Santos.
Su número dos, con una importante cartera de funciones, entre las que se incluye la portavocía del organismo, es el teniente fiscal de Cataluña, cuyo titular es, desde 2018, Pedro Ariche.

## Sede
La Fiscalía de Cataluña, máximo órgano del Ministerio Fiscal en la comunidad autónoma, tiene su sede en Barcelona, en la calle Carrer de Pau Claris, 160.